# Wikipedia en wayú
La Wikipedia en wayú (Wikipeetia süka wayuunaiki) es una edición de la Wikipedia en wayú. Fue creada el 27 de febrero de 2023. El proyecto Wikipedia en wayú estuvo en la Incubadora de Wikimedia desde 2008 y fue desarrollado por activistas, profesoras, profesores, directivos y lideresas del pueblo wayú con el apoyo de la Red Wayuu Digital.

## Historia
En agosto de 2008 un grupo de activistas venezolano presentaron los proyectos Wikipedia y Wikcionario en wayú ante el comité de lenguas de la Fundación Wikimedia. Ambos proyectos fueron aprobados y pasaron a la Incubadora de Wikimedia.

## Hitos
- 7 de agosto de 2008: se crea el proyecto wayú en la Incubadora de Wikimedia[4]
- 27 de febrero de 2023: Wikipedia en wayú inicia con 459 artículos.